# جازندر
جازندر(فیروزه)، روستایی از توابع بخش طاغنکوه شهرستان فیروزه در استان خراسان رضوی ایران است.
```
=جازندریاگزندربخشی ازروستای فهنه(پهنه)محسوب میشود که متأسفانه اصلأ ازروستای تاریخی فهنه(پهنه) باجمعیتی حدود1300نفر وبیش از300خانوارکه اکثریت جمعیت آنرا سادات حسینی تشکیل میدهد نامی برده نشده است. روستای فهنه ازتوابع شهرستان فیروزه می باشد.
```

جازندر=
این روستا در دهستان طاغنکوه شمالی قرار دارد و براساس سرشماری مرکز آمار ایران در سال ۱۳۸۵، جمعیت آن ۴۱ نفر (۱۲خانوار) بوده‌است.